# Rucervus
Rucervus Hodgson, 1838 è un genere della famiglia dei Cervidi originario dell'Asia. Le specie di questo genere, diffuse in India, Nepal, Indocina e sull'isola cinese di Hainan, sono minacciate dalla distruzione dell'habitat e dalla caccia e una di esse è già scomparsa.
In passato i cervi di questo genere venivano inseriti nel genere Cervus, ma furono successivamente trasferiti nel genere a parte Rucervus sulla base di differenze morfologiche. Negli ultimi anni, però, le analisi genetiche hanno dimostrato che il tameng dovrebbe essere nuovamente riclassificato in Cervus, mentre le altre due specie dovrebbero rimanere in Rucervus o – meno probabilmente – trasferite in Axis.

## Specie
Secondo la terza edizione di Mammal Species of the World (2005), il genere Rucervus comprenderebbe tre specie, ma è stato ipotizzato che R. eldii dovrebbe essere suddiviso in due specie separate:
- Rucervus duvaucelii (G. Cuvier, 1823) - barasinga o cervo di Duvaucel;
- Rucervus eldii (M'Clelland, 1842) - tameng o cervo di Eld;
- Rucervus schomburgki (Blyth, 1863) - cervo di Schomburgk †.

Secondo alcuni studiosi, il tameng dovrebbe essere classificato in un genere a parte, Panolia, e sarebbe più strettamente imparentato con il cervo di padre David.